# Triptych (romance)
Triptych é um romance de estreia de 2011 do autor canadense J. M. Frey. O romance acompanha três narradores enquanto eles recontam os eventos que cercam os principais momentos decisivos na vida de Gwen Pierson, uma especialista em idiomas: Evvie Pierson, mãe de Gwen, dona de casa na zona rural do sul de Ontário; Kalp, um refugiado alienígena de um planeta morto que vive na Inglaterra e amante de Gwen; e Basil Grey, um engenheiro de computação galês.

## Resumo do enredo
Before
O romance começa em uma pequena cidade galesa em 2013, onde Basil Grey, um engenheiro mecânico e membro do Instituto administrado pelas Nações Unidas, acaba de testemunhar seu amante, um alienígena chamado Kalp, sendo morto a tiros na sala de estar. Os colegas de trabalho de Basil, liderados pelo Agente Aitken, atiraram nele como traidor e espião e arrastaram Basil para fora da casa e para as salas de interrogatório do Instituto. Ele é acompanhado por sua esposa, Gwen Pierson, e enquanto ela tenta convencê-lo de que Kalp os traiu, Basil tem uma revelação sobre um pequeno dispositivo mecânico que ele viu nas salas de trabalho do Instituto, que ele apelidou de "Flasher".
Part I: Back
Narrado por Evvie Pierson, a primeira parte do livro começa em um dia de outono de 1983 na fazenda da família Pierson. A jardinagem de Evvie é interrompida quando uma nave alienígena cai em seu canteiro de framboesas e o piloto tenta assassinar ela e sua filha pequena, Gwennie. Eles são salvos por Basil Grey e uma Gwen Pierson adulta, que não perceberam que o Flasher os faria viajar de volta no tempo.
Ao longo de vinte e quatro horas, Basil tenta consertar o Flasher para que eles possam fazer uma viagem de volta ao século XXI; Gwen, Basil e seu pai Mark enterram o corpo do piloto alienígena e da nave espacial; e Gwen revela a Evvie que eles têm um relacionamento tumultuado no futuro e que Gwen parou de falar com sua mãe. Evvie se culpa e decide fazer o melhor que pode para consertar a cisão quando Gwen crescer. Gwen também revela que foi casada com Kalp e Basil em um relacionamento de tríade chamado Aglunato, uma tradição do povo de Kalp, mas que Kalp foi morto por vender segredos sobre o Instituto para um grupo de assassinos que tem como alvo os funcionários do Instituto. Com a ajuda de Evvie, Basil e Gwen percebem que os assassinos estão viajando no tempo para atacar os funcionários do Instituto Aglutinado e, portanto, Kalp não pode ter sido o traidor.
Tomados pelo alívio e pela perda do amante, Basil e Gwen retornam a 2013 para limpar o nome de Kalp e tentar localizar o verdadeiro traidor.
Evvie escreve uma carta para Kalp, com a intenção de avisá-lo de sua morte iminente, em um esforço para mudar o futuro.
Part II: Middle
Contada do ponto de vista de Kalp, esta seção abrange seu primeiro encontro com Basil e Gwen (que já estão namorando e morando juntos) no Instituto até sua morte. Kalp é designado para uma equipe com Gwen e Basil, que estão trabalhando juntos para tentar construir um gerador de energia solar baseado em tecnologia alienígena compartilhada. Ao longo da seção, é revelado que o planeta natal de Kalp foi destruído em um desastre natural e uma pequena nave de refugiados conseguiu escapar e buscar asilo na Terra. A família de Kalp – seus Agulnates Maru e Trus – estavam entre os mortos. Kalp se ofereceu para trabalhar no Instituto, que foi criado pelas Nações Unidas em um esforço para ajudar os alienígenas a se aclimatarem às culturas humanas.
Impressionado pela gentileza demonstrada por Basil e Gwen, Kalp logo se apaixona pelo casal e vai morar com eles. Ele os convence a se tornarem seus amantes na véspera de Natal, várias horas depois de Gwen revelar que engravidou de Basil. Há uma reação extremamente negativa da mídia à sua Aglunação e, como resultado, o Aglunato é atacado do lado de fora de uma sala de concertos. Gwen perde o bebê e Kalp fica gravemente ferido.
Um grupo de assassinos desconhecidos começa a atacar os funcionários do Instituto, e Kalp é suspeito de vender segredos de treinamento do Instituto para o grupo e é colocado em prisão domiciliar. Kalp recebe uma carta vagamente ameaçadora de um estranho anônimo e decide que deve tentar escapar do Instituto e limpar seu nome. No entanto, ele é capturado pelo Agente Aitken e baleado.
Part III: After
Basil e Gwen retornaram a 2013 vinte e quatro horas depois de terem partido. A princípio, eles são presos por estarem ausentes sem permissão e roubo, mas acabam convencendo o Instituto da inocência de Kalp e deles próprios. Eles têm permissão para participar de uma missão secreta para quebrar o círculo de assassinos e capturar os líderes.
Durante o ataque, Gwen e Basil tropeçam em um armazém onde exatamente a mesma nave alienígena que eles derrubaram em 1983 está se preparando para viajar de volta no tempo. Eles são surpreendidos pela piloto – não uma alienígena, afinal, mas a Agente Aitken, que revela ser tanto a mente por trás do círculo de assassinos quanto a traidora. Ela é uma fanática e intolerante extrema e jurou expurgar o mundo das pessoas repugnantes e antinaturais que participam dos Aglunatos, e descobriu como usar a tecnologia alienígena para viajar no tempo e matar aqueles que aceitam e amam os alienígenas antes que eles possam crescer e perverter o Instituto.
Gwen é ferida na tentativa de detê-la, e Basil não consegue destruir a nave. No entanto, ele é capaz de sabotá-lo. Ele então percebe que o Agente Aitken viajou de volta para a Fazenda Pierson em 1983, onde ele e Gwen derrubarão a nave e matarão Aitken antes que o agente desonesto tenha a habilidade de assassinar a criança Gwennie.
Next
Basil e Gwen viajam para a Fazenda Pierson em 2013 para recuperar a nave espacial enterrada e os restos mortais de Aitken. Eles viajam sozinhos para manter sua privacidade e minimizar as especulações da mídia antes do julgamento dos assassinos restantes.
Depois de desenterrarem a nave espacial, Mark obriga Basil a se juntar a ele para limpar o celeiro. Eles discutem as intenções de Basil em relação a Gwen, e Mark lembra a Basil que ele lhe deve um favor por destruir seu betamax. Mark então oferece a Basil um anel de herança de família com o qual ele gostaria que Basil pedisse Gwen em casamento.
Basil decide que sim, tanto em memória de Kalp quanto para abrir um novo capítulo em suas vidas, onde a sombra da tragédia pode finalmente ser deixada para trás. Ao se aproximar da casa da fazenda com o anel, Basil avista a reconciliação chorosa de Evvie e Gwen pela janela da cozinha.

## Personagens

### Personagens principais
Gwen Pierson – uma mulher canadense de trinta e poucos anos. Ela é especialista em idiomas e foi recrutada pelo Instituto para ajudar a traduzir documentos e discursos alienígenas. Ela é namorada de Basil no começo do romance e eventualmente também se apaixona e se casa com Kalp e Basil em um arranjo tradicional de tríade alienígena chamado Aglunato. Gwen inicialmente fica extremamente relutante em entrar no Aglunato, mas acaba amando Kalp tão profundamente quanto ama Basil. Gwen é taciturna, geralmente sarcástica e filha única.
Kalp – um refugiado alienígena de um mundo morto. Kalp era um engenheiro/arquiteto estrutural em seu planeta natal e estava em um Aglunato com Maru e Trus, que morreram no desastre natural. Desesperadamente solitário e sofrendo um choque cultural agudo no início do romance, ele aprende a se adaptar à Terra e se apaixona por Gwen e Basil, seus colegas de trabalho no Instituto. Eles eventualmente formam um Aglunato próprio.
Basil Grey – um engenheiro mecânico e supergeek galês. Ele foi recrutado pelo Instituto para ajudar a recriar tecnologias alienígenas benéficas e colocado em uma equipe com Gwen. Ele a cortejou com poesia alienígena suja e, mais tarde, entra em um Aglunato com Gwen e Kalp. Ele tem duas irmãs mais velhas e vários sobrinhos e sobrinhas, a quem ele adora.
Evvie Pierson – Esposa de um fazendeiro canadense e mãe de Gwen. Evvie tenta ter a mente aberta sobre os relacionamentos da filha, mas inicialmente não aprova Basil e fica horrorizada ao saber que Gwen está dormindo com um alienígena. Por fim, ela passa a entender que Gwen está feliz com seus amantes e a aceitar que suas próprias percepções do que é apropriado precisam mudar.
Mark Pierson – um fazendeiro canadense e pai de Gwen.
Agente Aitken – um fanático e intolerante que trabalha para o Instituto e tem nojo de todos os humanos que se apaixonam e entram em relacionamentos sexuais com alienígenas. Ela é secretamente a chefe de um grupo de assassinos que estão matando Aglunates e assassina Kalp. Ela é morta tentando assassinar Gwen.

### Avaliações
"O autor estreante Frey arrasa com um conto notável de refugiados alienígenas, viagem no tempo, intriga, a loucura penetrante da dor e amor que transcende cultura, gênero e espécie. Elementos clássicos de ficção científica são suavemente atualizados para um público moderno." – Rose Fox da Publishers Weekly
"Viagem no tempo, alienígenas e a política da sexualidade se combinam com violência trágica na estreia profundamente satisfatória de Frey. Alienígenas que buscam refúgio de seu planeta destruído o encontram na pacífica Terra. Gwen Pierson e Basil Grey trabalham para a ONU, ajudando os alienígenas a se integrarem. Quando o alienígena Kalp se junta à equipe, eles descobrem que o povo de Kalp se acasala em grupos de três, e logo o trio se torna o primeiro casamento humano-alienígena. Protestos violentos e assassinatos ameaçam desfazer a frágil confiança entre os refugiados e seus hospedeiros humanos, então Gwen e Basil seguem os assassinos - de volta no tempo para a década de 1980, quando os pais de Gwen ainda estão se adaptando à criação da recém-nascida Gwennie. O quase paradoxo é apropriadamente desorientador, mas a história é tão bem fundamentada nos personagens que nunca perde o curso. Frey conta a história de vários pontos de vista em vozes distintas, imaginando um mundo ao mesmo tempo completamente alienígena e totalmente humano."—Publishers Weekly Starred Review
"Uma aventura emocionante, assim como uma terna história de amor, de um autor estreante que realmente abraça as possibilidades ilimitadas que o futuro pode trazer. O Tríptico de JM Frey satisfaz qualquer leitor de ficção científica que esteja procurando uma visão diferente do motivo do primeiro contato, ou qualquer um que esteja procurando explorar a possível evolução da sexualidade e do amor humanos." –Lambda Literary.
"Eu estava com medo de que ficaríamos com um monte de divagações técnicas e reflexões científicas para explorar os alienígenas. Felizmente, nada poderia estar mais longe da verdade. Em vez de ser fria e clínica, a abordagem aqui é calorosa e humana. Não vou estragar nada do que acontece entre eles, mas direi que derramei lágrimas de alegria e lágrimas de tristeza por esta família incomum, e essa é uma realização que poucos autores podem reivindicar. Esta não é apenas uma história maravilhosa, mas é uma história maravilhosamente contada." –Sally Sapphire, The Bibrary Bookslut
"Terminei Triptych de uma só vez ontem à noite, não consegui nem parar. É um primeiro romance muito impressionante e se a Sra. Frey continuar a fazer com a ficção científica o que fez neste livro, ela pode ser creditada sozinha por reviver todo o gênero. Bravo! Bis, bis!" –Todd McCaffrey, autor da série The Dragonriders of Pern.
Triptych também foi criticado por ser um tratado extenso sobre sexo entre alienígenas e humanos e por sua falta de construção de mundo e profundidade na exploração do mundo natal e da cultura de Kalp. No entanto, outros comentaristas apontaram que a assimilação de Kalp à cultura da Terra é o que alimenta a tragédia de sua vida.

## Prémios
SAN FRANCISCO BOOK FESTIVAL Ficção científica/fantasia – vencedor
LAMBDA LITERARY AWARDS (junho de 2012) Ficção científica/fantasia/especulação – indicado Ficção bissexual – indicado
CBC BOOKIE AWARDS (março de 2012) Ficção científica / Fantasia / Espec. Fic – nomeado
PUBLISHERS WEEKLY'S BEST BOOKS OF 2011 (Fevereiro de 2012) Ficção científica / Fantasia / Terror – #3 na lista
LONDON BOOK FESTIVAL (Janeiro de 2012) Ficção científica/fantasia – Menção honrosa
THE ADVOCATE'S BEST OVERLOOKED BOOKS OF 2011 (janeiro de 2012) Votados na lista pelos leitores do THE ADVOCATE